# Rhysogaster olthofi
Rhysogaster olthofi är en tvåvingeart som beskrevs av Evert I. Schlinger 1971. Rhysogaster olthofi ingår i släktet Rhysogaster och familjen kulflugor. Inga underarter finns listade i Catalogue of Life.